# Borbotana longidens
Borbotana longidens là một loài bướm đêm trong họ Noctuidae.